# Велковский, Мартин
Мартин Велковский (макед. Мартин Велковски; род. 10 марта 1997, Скопье) — македонский гандболист, выступающий за македонский клуб «Алкалоид» и сборную Северной Македонии по гандболу.

## Карьера

#### Клубная
Мартин Велковский начинал свою карьеру во взрослом гандболе в составе РК «Металлург Скопье». В 2019 году перешёл в другой македонский клуб «Еврофарм», с которым выиграл чемпионат Северной Македонии 2023 года.
С 2023 года играет в составе другого македонского клуба «Алкалоид», с которым в 2024 году выиграл национальный кубок.

#### Сборная
В 2017 году в составе юношеской сборной Мартин занял 6-е место на чемпионате мира среди юношей до 21 года.
Его первым крупным международным турниром в составе сборной Северной Македонии стал чемпионат Европы 2018 года, где македонцы стали 11-ми. В 2020 году вновь принял участие в чемпионате Европы, заняв итоговое 15-е место.
В 2021 году участвовал на своём первом чемпионате мира, вместе со сборной занял 23-е место.
На чемпионате Европы 2022 года македонцы и Велковский стали 22-ми. Сыграл и на чемпионате Европы 2024 года, где македонская сборная заняла итоговое 17-е место.
На чемпионате мира 2025 года забил 7 голов в шести матчах и вместе со сборной занял 15-е место.
Семья
Его брат — Дарко Велковский, игрок национальной сборной Северной Македонии по футболу.